# Fiddich
Der Fiddich (schottisch-gälisch Fiodhach oder Abhainn Fhiodhaich) ist ein Fluss in der schottischen Coucil Area Moray. Er entspringt in einer dünn besiedelten Region am Südhang des Corryhabbie Hill etwa zehn Kilometer südwestlich von Dufftown. Von dort aus fließt er etwa 17 km in nordöstlicher Richtung und beschreibt dann eine weite Schleife, um nach drei Kilometern in westlicher Richtung mit Dufftown die erste Ortschaft zu erreichen. Ab Dufftown fließt der Fiddich nach Nordwesten. Bei Craigellachie mündet er nach insgesamt 32 km in den Spey. Kurz vor der Mündung überspannt ihn die A95. Auf seinem Lauf überwindet er eine Höhendifferenz von rund 580 m. Er nimmt zahlreiche kleine Bäche auf. Der einzige nennenswerten Zufluss ist jedoch das Dullan Water, das bei Dufftown einmündet. Der Oberlauf des Fiddich führt durch das Tal Glen Fiddich, nach dem die Whiskybrennerei Glenfiddich benannt ist. Diese bezieht das zum Einmaischen benötigte Wasser jedoch nicht aus dem Fiddich.

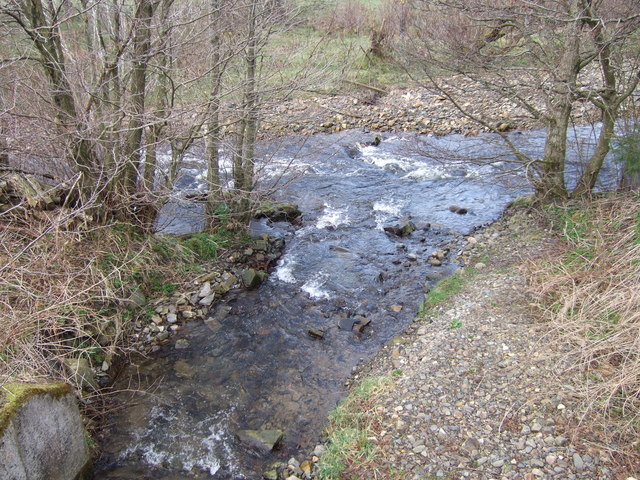
Einmündung eines rechten Nebenflusses am Oberlauf
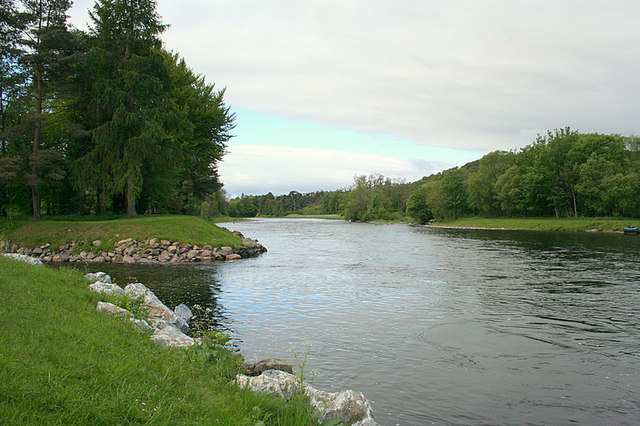
Mündung des Fiddich (links) in den Spey
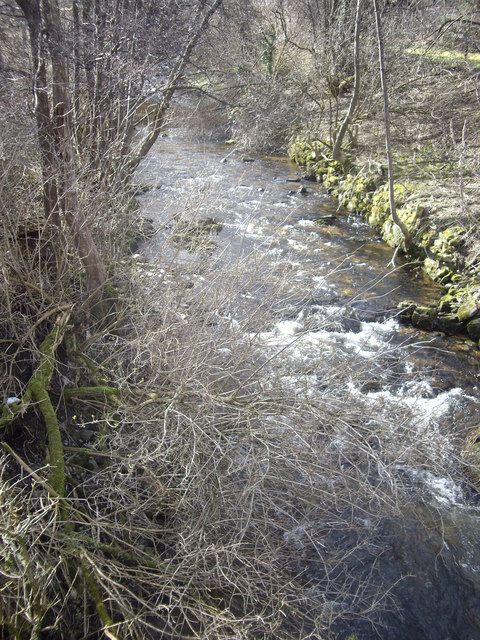
Dullan Water, der Hauptzufluss des Fiddich